# Stein Erik Lunde

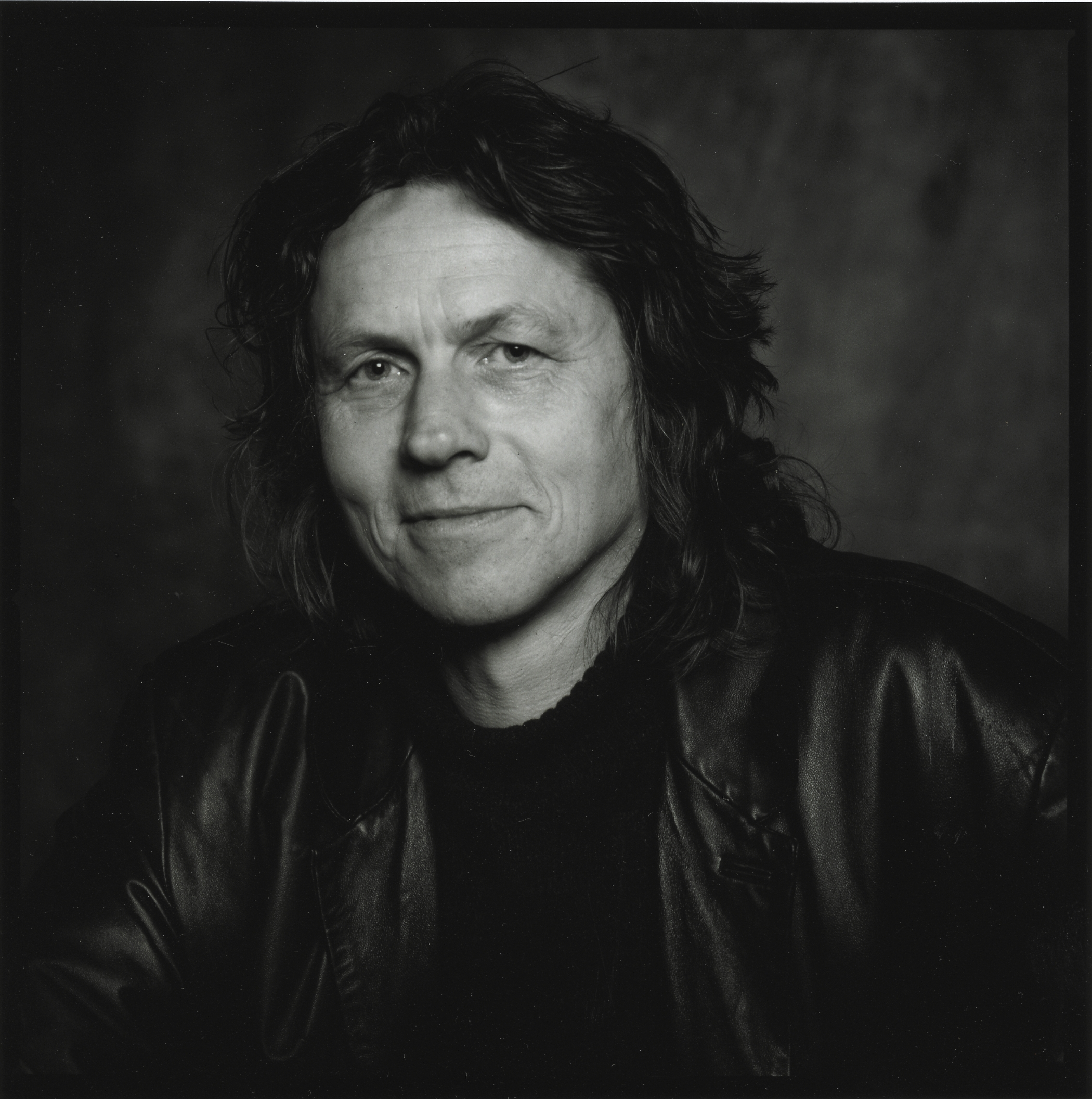
Stein Erik Lunde

Stein Erik Lunde (* 22. November 1953 in Oslo, Norwegen) ist ein norwegischer Autor und Lehrer.

## Leben
Lunde wuchs in Bærum in der Fylke (Provinz) Akershus und lebte später in Nøtterøy im Fylke Vestfold. Die Universität Oslo schloss er mit dem Titel cand.mag. ab. Seit 1980 arbeitet Lunde als Lehrer, zeitweise auf einer halben Stelle, in Horten in Vestfold an einer weiterführenden Schule.
Lunde ist bis heute (2011) Autor von 16 Büchern, von Dramen, Schauspielen, Liedertexten, Gedichten, Erzählungen und Gedichten. Sein erstes Buch, den Kriminalroman Ingenting ruster, schrieb er 1982 zusammen mit Harald Skjønsberg.

## Werke (Auswahl)
- mit Harald Skjønsberg: Ingenning ruster. Kriminalroman. 1982.
- mit Harald Skjønsberg: Når knopper brister. Kriminalroman. 1985.
- Eggg. Erzählung. Gyldendal, Oslo 1998.
  - deutsch von Gabriele Haefs, Illustrationen von Katja Lehmann: Gilberts Rache. Sauerländer, Frankfurt am Main 2000, ISBN 3-7941-4500-3.
- Sanger fra rom 22. Gyldendal, Oslo 2002.
- Henrik Ibsen. Biografie, Gyldendal, Oslo 2002
- Ulv. illustriert von Lars Aubande. Gyldendal, Oslo 2004, ISBN 82-05-32454-9.
- Edvard Munch. Biografie. Gyldendal, Oslo 2004.
- En jar. 2006.
- Et dålig år. Gyldendal, Oslo 2007.
  - deutsch von Gabriele Haefs: Wie Liebe, nur anders. Sauerländer, Mannheim 2011, ISBN 978-3-7941-8088-2.
- Eg kan ikje sove no. Bilderbuch mit Illustrationen von Øyvind Torseter. 2008.
  - deutsch von Maike Dörries: Papas Arme sind ein Boot. Gerstenberg Verlag, Hildesheim 2010. (auf der Auswahlliste des Deutschen Jugendliteraturpreises 2011)
- Amalie Skram. Biografie, Gyldendal, Oslo 2009.
- IKON Bob Dylan. Essay, Gyldendal, Oslo 2010.
- Uka etter. Erzählung. Gyldendal, Oslo 2012.
- Elias og Emilie. Roman. Capellen Damm, Oslo 2013, ISBN 978-82-02-42183-0.
- Dra krakken bortåt glaset. Ei bok om Alf Prøysen. Gyldendal, Oslo 2014, ISBN 978-82-05-45083-7.

Liedertexte
- 1996: Übersetzung von 4 Lieder von Bob Dylan für Ødeland Kvartal.

## Auszeichnungen
- 1998: Brageprisen für Eggg
- 1999: Literaturpreis des Kirchen- und Unterrichtsministeriums für Eggg
- 2002: Nominierung für den Literaturpreis des Ministeriums für Sanger fra rom 22
- 2004: Literaturpreis der Fylke Vestfold für das gesamte Werk
- 2009: Bilderbuchpreis des Kultur- und Kirchenministeriums für Eg kan ikkje sove no